# We Will Push the Button
We Will Push the Button è il secondo singolo del gruppo musicale russo dei Little Big, pubblicato il 9 aprile 2013 come secondo estratto dal primo album in studio With Russia from Love.
Tuttavia, è stato accreditato nel disco come We Will Push a Button con una base riarrangiata.

## Antefatti
Dopo aver ottenuto un inaspettato successo con la canzone Everyday I'm Drinking e aver ricevuto l'invito da parte dei Die Antwoord per prendere parte al loro concerto all'A2 di San Pietroburgo, quale atto di apertura, la band si separa dall'idea originale di fare del brano succitato la loro unica produzione musicale, iniziando a produrre altri testi.
Il primo di questi è We Will Push the Button, realizzato prendendo spunto dall'allora attuale minaccia nucleare nordcoreana, in sole 36 ore.

## Video musicale
Il video musicale è stato pubblicato il 9 aprile 2014 attraverso il canale YouTube della band. 

## Tracce
Testi di Ilj'a Prusikin, musiche di Dmitrij Muzyčenko.
1. We Will Push the Button – 1:50